# August Kühn (Schriftsteller)
August Kühn, eigentlich Helmut Münch  (* 25. September 1936 in München; † 9. Februar 1996 in Hinterwössen), war ein deutscher Schriftsteller, der auch unter dem Pseudonym Rainer Zwing veröffentlichte.

## Leben
August Kühn war der Sohn eines Münchner Angestellten. Da die Familie aufgrund der jüdischen Abstammung des Vaters während der nationalsozialistischen Diktatur Verfolgungsmaßnahmen befürchten musste, lebte der Sohn mit seiner Mutter von 1939 bis 1945 im Schweizer Exil. Nach dem Zweiten Weltkrieg besuchte er in München die Realschule und absolvierte eine Lehre zum Optikschleifer. Nachdem er diesen Beruf einige Jahre ausgeübt hatte, wechselte er als Volontär zu einer Münchner Boulevardzeitung, für die er hauptsächlich Lokalreportagen verfasste. Zwischenzeitlich wanderte er nach Israel aus und wurde dort zum Militär eingezogen. Nach kurzer Zeit brach er den Militärdienst ab und kehrte nach München zurück. 1964/65 versuchte er sich als Kabarettist und Texter für das Kabarett „Verkehrte Welt“. 1965 führte ein schwerer Unfall zur teilweisen Invalidität. Danach arbeitete er bei einer Speiseeisfirma, die ihn wegen seines Eintretens für einen Betriebsrat entließ. Später war er Angestellter bei einer Versicherung und beim Statistischen Amt der Stadt München. Schließlich wurde er erwerbslos.
Er war mit Riyan Münch-Kühn verheiratet und hatte sechs Kinder.

## Schriftstellerische Tätigkeit
Während der Erwerbslosigkeit begann er, zunächst für sich selbst, sein erstes Buch (Westend-Geschichte) zu schreiben. 1973 veröffentlichte er ein Theaterstück unter dem Pseudonym „Rainer Zwing“ und lebte seitdem als freier Schriftsteller in München und Hinterwössen. Den Alias-Namen August Kühn wählte er in Anlehnung an einen gleichnamigen Vorfahren mütterlicherseits. Es folgten weitere Romane, Zeit zum Aufstehn wurde 1978 für das Fernsehen verfilmt. 1984 wurde er bundesweit bekannt: er wanderte monatelang zu Fuß von Buchhandlung zu Buchhandlung durchs Land, um dort mit Lesungen für seine Bücher zu werben. Sein erzählerisches Werk zählt zur proletarischen Literatur der Arbeitswelt und verarbeitet in großem Umfang Münchner Lokalgeschichte. Kühn war Mitglied des PEN-Zentrums der Schweiz.

## Politisches Engagement
Kühn war Mitglied der DKP. Er veröffentlichte im Bundestagswahlkampf 1980 Die Affären des Herrn Franz. Gemeint war damit der Kanzlerkandidat der CDU/CSU, Bayerns Ministerpräsident Franz Josef Strauß. 1994 kandidierte er für die PDS bei den Wahlen zum Deutschen Bundestag.

## Militärgeschichtliche Aktivitäten
Neben seinem Werk als Romancier ist Kühns militärhistorisches Schaffen kaum bekannt. Sein Hauptaugenmerk galt dem frühen 18. Jahrhundert. Kühn analysierte Kriegsgeschichte zwar vor allem unter ökonomischen Aspekten, doch aufgrund seines umfangreichen Detailwissens und seines handwerklichen Könnens trat er unter seinem bürgerlichen Namen auch als Gestalter künstlerisch ausdrucksstarker und historisch genauer Zinnfiguren hervor. Er war Mitglied von „KLIO e. V. Deutsche Gesellschaft der Freunde und Sammler Kulturhistorischer Zinnfiguren“. Für sein heereskundliches Hauptwerk Die Anfänge der Hochrüstung und der Beginn der stehenden Heere in Europa fand er in Deutschland keinen angemessenen Verlag. Bis auf wenige Handkopien blieb es daher unveröffentlicht, lediglich die uniformkundlichen Farbtafeln wurden postum in den USA verlegt.

## Ehrungen

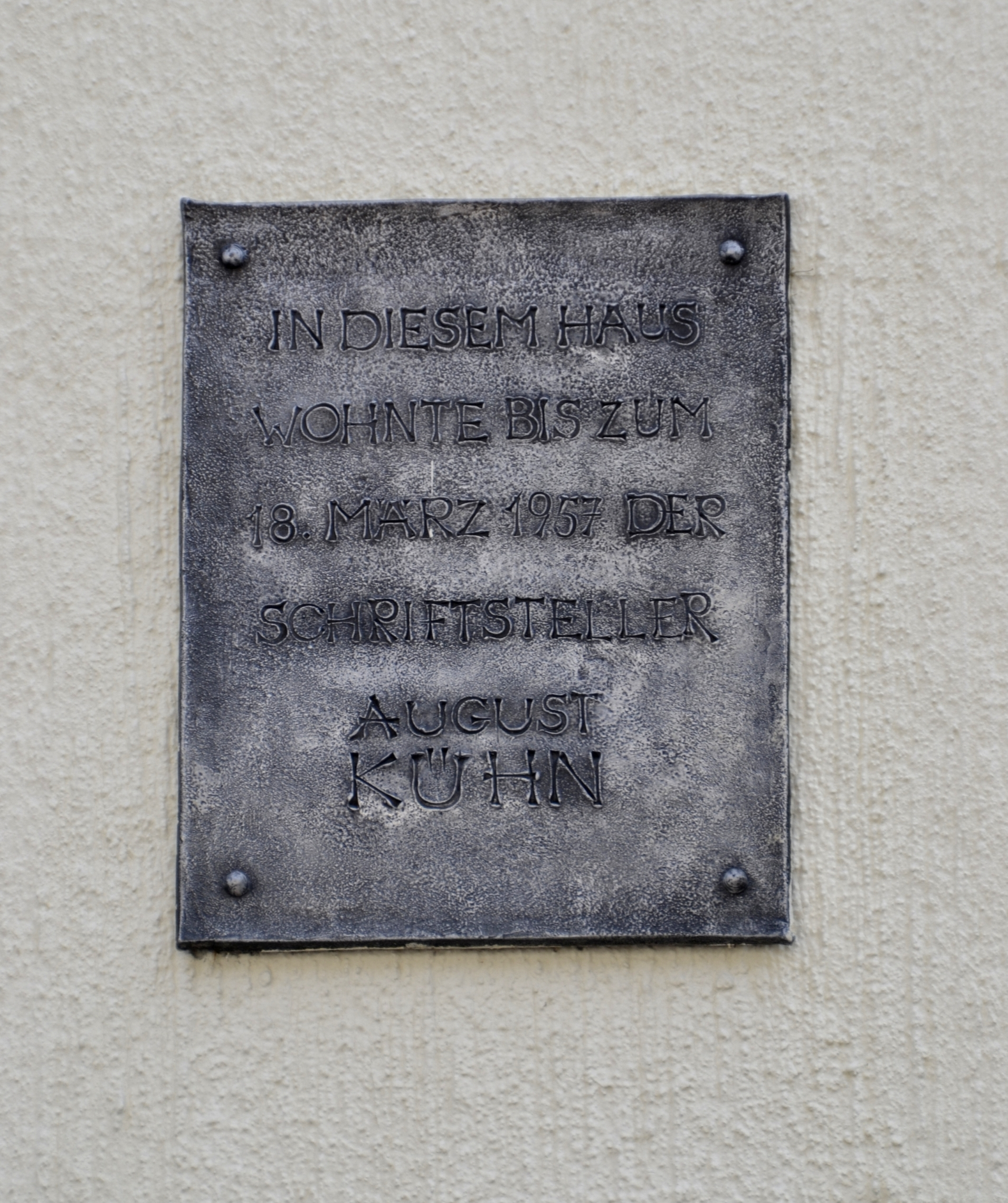
Gedenktafel an August Kühn an der Außenfassade einer Wohnanlage in der Gollierstraße in München-Schwanthalerhöhe

Kühns literarisches Werk wurde mit einem Stipendium des Deutschen Literaturfonds und dem Lyrikpreis des Literarischen Monats Burghausen (1983) ausgezeichnet. Als ihm 1982 der Ernst-Hoferichter-Preis der Stadt München verliehen wurde, kam es zu einem Eklat: Der 2. Münchner Bürgermeister Winfried Zehetmeier (CSU) weigerte sich aus Protest gegen Kühns gegnerische politische Parteizugehörigkeit, den an drei Münchner Kulturschaffende – Jörg Hube, Kurt Seeberger und August Kühn – verliehenen Preis persönlich zu überreichen, und sagte seine Teilnahme an der Verleihung ab.
Die Landeshauptstadt München benannte 2006 eine Straße im Neubaugebiet auf dem alten Messegelände beim Bavariapark nach Kühn, also im Westend, seinem alten Viertel. 2009 gründete sich in München der „August-Kühn-Verein für die Förderung der Münchner Arbeiterkultur und der Stadtteilkultur im Westend e. V.“, der Kühns Werk wieder einer breiteren Leserschaft zugänglich machen möchte und auch darüber hinaus die Münchner Arbeiterkultur in ihrer vielfältigen Weise fördern soll.

## Werke
- Westend-Geschichte. Biographisches aus einem Münchner Arbeiterviertel . Piper, München 1972 (Serie Piper 38) ISBN 3-492-00338-9
- Rainer Zwing: Der bayerische Aufstand. Volksstück in vier Akten. Zusammengeschrieben nach historischen Quellen und Überlegungen, wie es heute so ist. Paranoia-Verlag, München 1973 (Prometheus: Theaterschriften Nr. 1)
- Eis am Stecken. Betriebsroman. Fischer, Frankfurt am Main 1974 ISBN 3-10-041501-9 (vervollständigte Neuausgabe. Weltkreis, Dortmund 1985 ISBN 3-88142-340-0)
- Zeit zum Aufstehn. eine Familienchronik. S. Fischer Verlag, Frankfurt am Main 1975 ISBN 3-10-041502-7 (Neuauflage: München 2010) (Russisch: Pora podnimatʹsja. Progress, Moskau 1980)
- Zwei in einem Gewand oder Die nicht mögliche Wandlung des Menschen und Unternehmers Hubmann. Frankfurt am Main 1976.
- Jahrgang 22 oder Die Merkwürdigkeiten im Leben des Fritz Wachsmuth. Schelmenroman. Bertelsmann, München 1977 (Autoren-Edition) ISBN 3-570-02871-2 (Rowohlt, Reinbek bei Hamburg : 1979 (Rororo 4447) ISBN 3-499-14447-6)
- Rainer Zwing: Maßbierien.Lob eines trink- und sangesfreudigen Volkes. Goverts, Frankfurt am Main 1977 ISBN 3-7740-0468-4
- Münchner Geschichten. Fischer-Taschenbuch-Verlag, Frankfurt am Main 1977 ISBN 3-436-02480-5
- Zeit zum Aufstehn. Eine Familienchronik mit 137 Fotos und Dokumenten. Volk und Welt, Berlin 1977
- Zwei in einem Gewand oder die nicht mögliche Wandlung des Menschen und Unternehmers Hubmann. Stück. S. Fischer Verlag, Frankfurt 1977
- Fritz Wachsmuths Wunderjahre — Roman. Verlag Autoren-Edition, Königstein/Taunus 1978.
- Die Affären des Herrn Franz. Weltkreis Verlag, Dortmund 1979 ISBN 3-88142-221-8
- Die Merkwürdigkeiten im Leben des Fritz Wachsmuth. Roman. Volk und Welt, Berlin 1980
- Die Vorstadt. Roman. Schneekluth, München 1981 ISBN 3-7951-0578-1 (Volk und Welt, Berlin 1983) (Deutscher Taschenbuch-Verlag, München 1987 (dtv 10700) ISBN 3-423-10700-6)
- Fritz Zimmermann: Der Zimmermann Krause und die Nazis. Aufzeichnungen. Mit einem Vorwort von August Kühn. Verl. Marxistische Blätter, Frankfurt am Main 1983 (Marxistische Paperbacks 109) ISBN 3-88012-682-8
- Deutschland – ein lauer Sommer. Ein Reisetagebuch. Schneekluth, München 1984 ISBN 3-7951-0927-2
- Wir kehren langsam zur Natur zurück. Fragment. Schneekluth, München 1984 ISBN 3-7951-0790-3 (Volk und Welt 1985)
- Da wo man daheim ist. In: Heinrich Böll; Jürgen Starbatty; Peter O. Chotjewitz Hrsg.: Niemandsland. Lamuv, Bornheim-Merten 1985, s. 122 ff.
- Meine Mutter 1907. Roman. Münchner Edition - Schneekluth, München 1986 ISBN 3-7951-0901-9
- Die Abrechnung. Roman. Ludwig, München 1990 ISBN 3-7787-3357-5
- Der bayerische Aufstand 1705. Sendlinger Mordweihnacht. Meister & Schlott. München 1995 ISBN 3-9803606-3-6
- Die Anfänge der Hochrüstung und der Beginn der stehenden Heere in Europa. 2 Bände. Hinterwössen 1993–1994